# Leonard Winninx
Leonard Winninx (of Leonard Winnincx of Lendert Winnen) (Amsterdam, juli 1616 - 29 oktober 1691) was een bestuurder van de Vereenigde Oostindische Compagnie (VOC) in de Oost. 

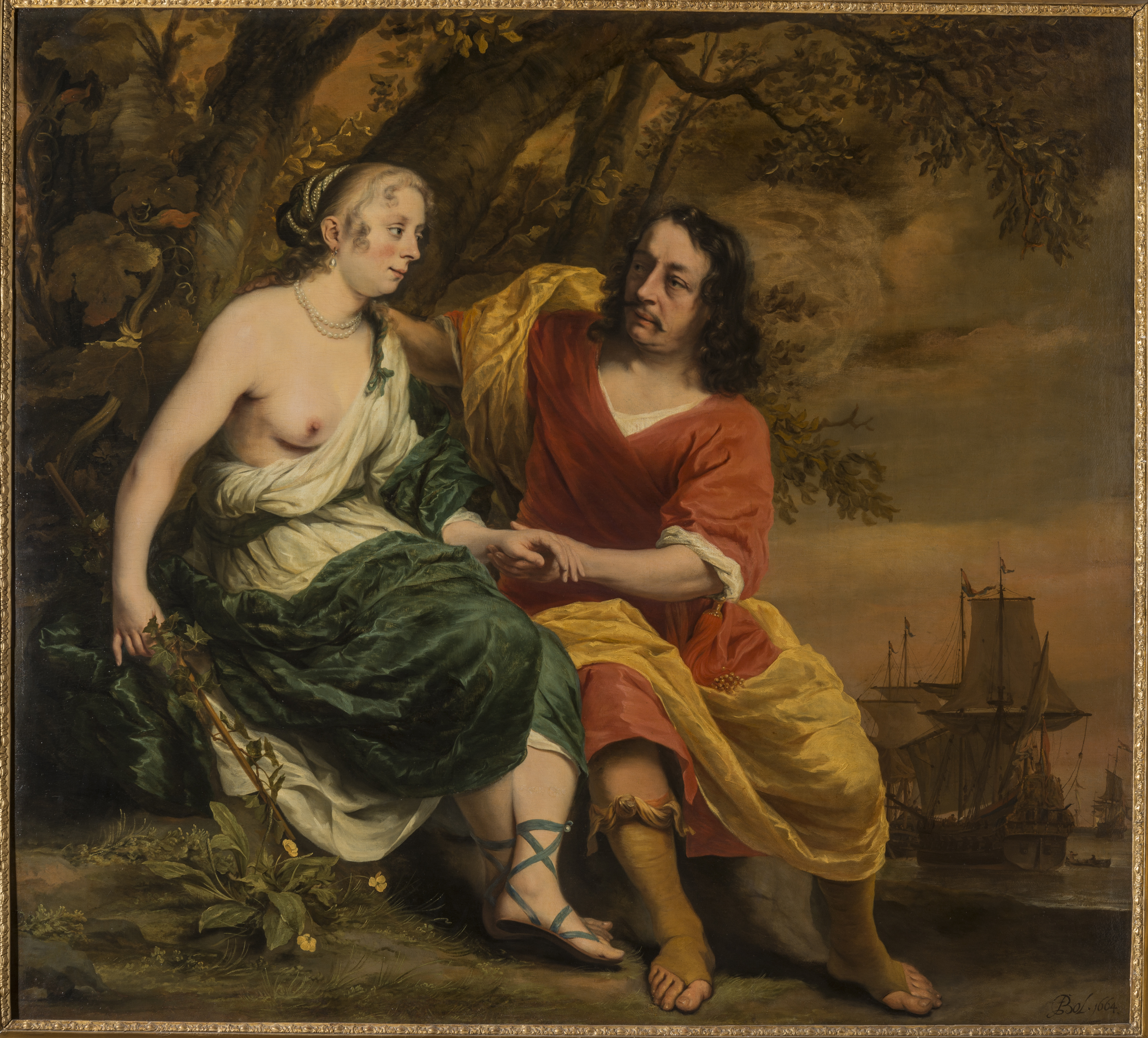
Huwelijksportret van Helena van Heuvel en Leonard Winninx als Medea en Jason (?) door Ferdinand Bol 1664 Hermitage (Sint-Petersburg).

Hij had de rang van 'koopman' op de factorij Gamron aan de Straat van Hormuz in Perzië. In 1645 gezant naar Isfahan ook in Perzië, waar vele VOC-handelsposten waren. In 1647 trouwde hij in Batavia met Helena Wonderaer, de dochter van Sebald Wonderaer, de ontvanger-generaal/havenmeester. In 1653 zat hij als VOC-er op de Banda-eilanden; het jaar daarop werd hij opperhoofd in Desjima in Japan. In 1655 werd hij op het hoofdkantoor in Batavia benoemd als 'kapitein van de pennisten'. In 1656 zat hij in Djambi op Sumatra en 1657 werd hij directeur in  de factorij Suratte in Nederlands Voor-Indië. In 1662 was hij betrokken bij het proces tegen Frederick Coyett na de Slag om Fort Zeelandia op Nederlands-Formosa. Tijdens het proces vertrok hij naar Nederland als weduwnaar. In januari 1664 kocht hij een huis aan het Singel, bij de Blauwburgwal in Amsterdam. Hij trouwde in februari 1664 met de 25-jarige Helena van Heuvel (1638-1698). Ze lieten zich verscheidene malen afbeelden door Ferdinand Bol in een portrait historié. In 1672 werd hij regent van het Sint Pietersgasthuis en verkocht in die functie tientallen huizen in Amsterdam. Winninx was de zwager (in zijn eerste huwelijk) van Cornelis Speelman, gouverneur-generaal van Nederlands-Indië (1681-1684), en betrokken bij de uitvoering van zijn testament.